# Guam
Cet article concerne l'île. Pour l'organisation régionale, voir GUAM.
Guam  (en chamorro : Guåhan /ˈɡʷɑ.hɑn/, ou Guahan) est une île située dans l'est-sud-est de la mer des Philippines, à la lisière de celle-ci avec l'océan Pacifique, et au sud-sud-ouest des Mariannes du Nord. Elle est la plus grande île (549 km2) de Micronésie et de l'archipel des îles Mariannes, dont elle est l'île la plus méridionale. Elle est un territoire non incorporé des États-Unis disposant d'un gouverneur élu et d'un parlement. En 2017, sa population est de 164 229 habitants. La capitale de Guam est Hagåtña, la ville la plus importante étant Dededo avec 44 208 habitants en 2020. Les Chamorros constituent la population indigène de l'île, colonisée par l'Espagne du XVIe siècle jusqu'à sa cession aux États-Unis en 1898 après la défaite espagnole dans la guerre hispano-américaine.

## Histoire
Le premier peuplement de Guam et du reste des îles Mariannes a lieu vers 1500 av. J.-C. depuis les Philippines. Les descendants de cette migration sont le peuple autochtone de Guam, les Chamorros[réf. nécessaire].
Le premier contact connu avec les Européens se produit en mars 1521 lorsque le navigateur Fernand de Magellan mouille dans une baie de l'île. En 1528, Álvaro de Saavedra prend possession d'une partie de l'archipel des Mariannes au nom du roi d'Espagne. En 1565, Miguel López de Legazpi plante une croix sur l'île montrant son appartenance à la couronne espagnole, qui perdure jusqu'en 1898, année durant laquelle elle est cédée aux États-Unis après la guerre hispano-américaine[réf. nécessaire].
Pendant la Seconde Guerre mondiale, Guam est attaquée par l'empire du Japon et conquise trois jours après l'attaque de Pearl Harbor, après la première bataille de Guam en décembre 1941. Dans le cadre de la campagne des îles Mariannes et Palaos pendant l'été 1944, l'île fut reconquise par les États-Unis lors de la seconde bataille de Guam juste après l'invasion de Tinian[réf. nécessaire].
Elle demeure une importante base pour les forces armées des États-Unis dans le Pacifique. L'Andersen Air Force Base a été utilisée entre autres pour les raids de bombardement stratégique depuis cette période, et la base navale de Guam est l'une des trois pouvant accueillir des porte-avions de l'US Navy dans la région[réf. nécessaire].
Le 5 juin 2015, Guam devient le premier territoire des États-Unis à adopter le mariage homosexuel, les premiers mariages étant célébrés le 9 juin 2015.
Le 8 août 2017, durant l'escalade des tensions entre les États-Unis et la Corée du Nord, cette dernière menace de frapper l'île de Guam. Elle précise son plan quelques jours plus tard : tirer 4 missiles simultanément qui passeront au-dessus du Japon et s'écraseront à 30 ou 40 km des côtes. À l'occasion de cette crise, le gouverneur de Guam explique toutefois sur CNN ne pas être inquiet face à la menace des missiles nord-coréens car, selon lui, l'île est équipée d'un bouclier de protection antimissiles Terminal High Altitude Area Defense (THAAD) .

À la suite du classement en 2017 de l'île dans la liste noire européenne des paradis fiscaux, Steven Mnuchin le Secrétaire au Trésor des États-Unis conteste les conclusions de l'Union européenne en arguant qu'elles ne sont fondées sur aucun élément indiquant que Guam chercherait à favoriser l'évasion fiscale, et rappelle que ce territoire est tenu de respecter les normes internationales comme le font les États-Unis.

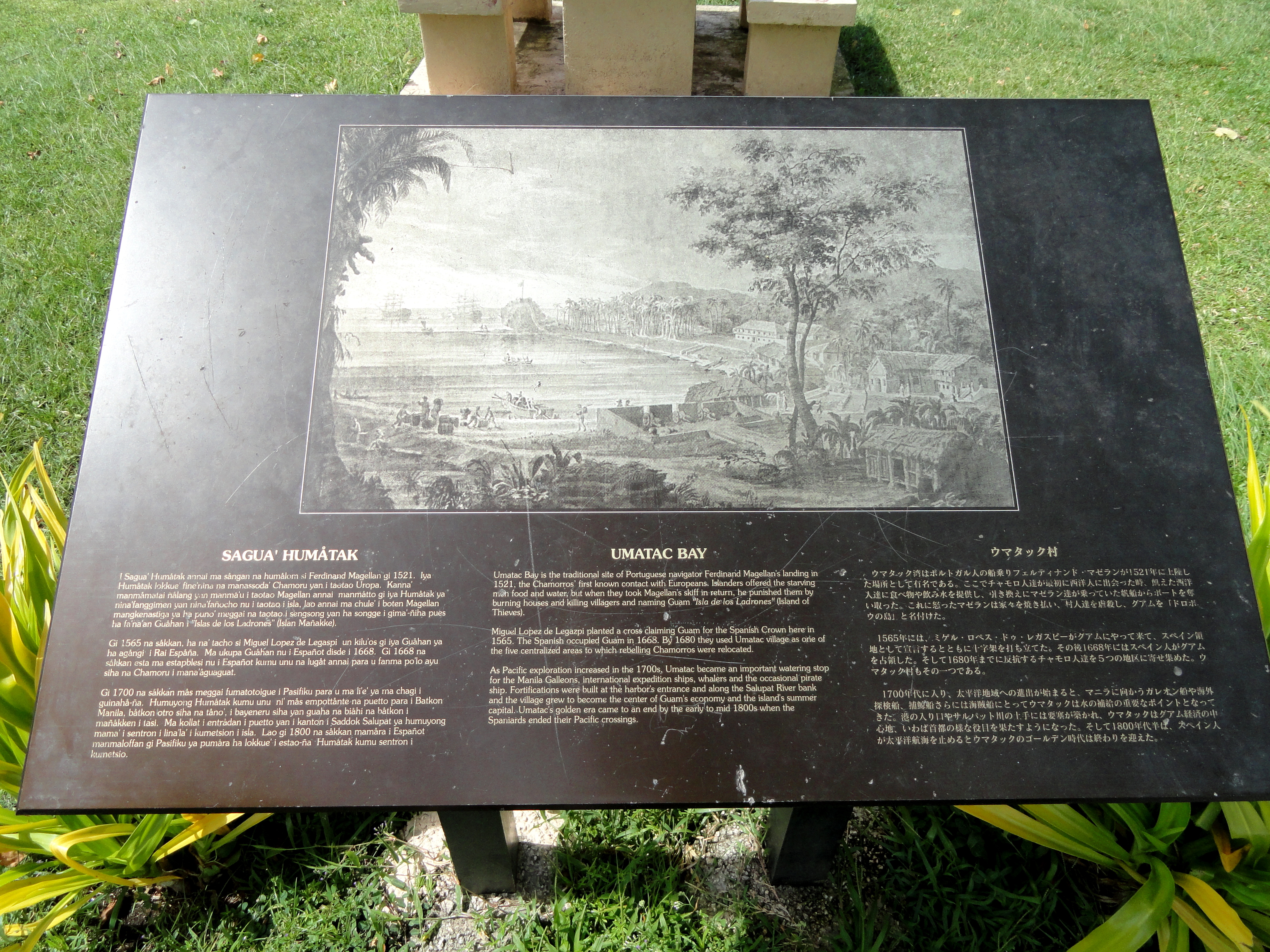
Plaque commémorant l'arrivée de Fernand de Magellan dans la baie d'Umatac.
Guam fait partie des Indes orientales espagnoles de 1565 à 1898.
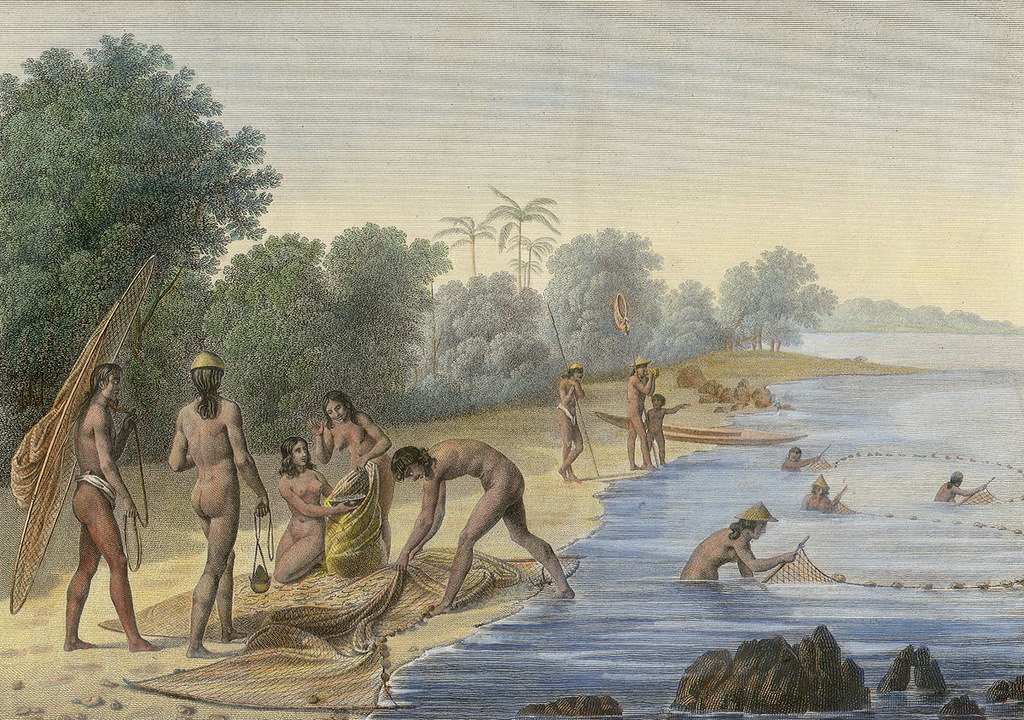
Représentation d'un artiste français de populations Chamorro à la pêche (1819).

## Écologie
L'île est infestée de serpents de l'espèce Boiga irregularis, qui font disparaître plusieurs espèces d'oiseaux endémiques à Guam, dont le martin-chasseur cannelle (Todiramphus cinnamominus). Outre le fait d'avoir causé l'extinction de douze espèces d'oiseaux endémiques de l'île sur quatorze, il est aussi responsable de la disparition de deux espèces de chauve-souris endémiques sur trois et de six espèces de lézards. Ce serpent aurait été introduit quelques années après la Seconde Guerre mondiale, probablement par un cargo militaire ou commercial en provenance de la Papouasie-Nouvelle-Guinée.
Début 2013, l'île compterait deux millions de ces serpents.
À la suite de la disparition des oiseaux, l'île connaît également une explosion du nombre d'araignées. En mars 2013, les autorités décident de s'attaquer au problème de la surpopulation des serpents. Pour cela, des milliers de souris mortes — dans lesquelles du paracétamol a été introduit — sont larguées en forêt grâce à de petits parachutes en carton,. Les serpents font semble-t-il une allergie mortelle au paracétamol. Les autorités espèrent ainsi limiter sensiblement ces reptiles, qui n'ont sur l’île aucun prédateur.

## Géographie
Située dans la mer des Philippines, Guam est frontalière de l'océan Pacifique. Elle se situe à 217 km au sud-sud-ouest de Capitol Hill (en) (île de Saipan), aux îles Mariannes du Nord, et à 845 km à l'est-nord-est de Colonia, sur l'île d'Yap, en Micronésie. Guam couvre une superficie de 541,3 km2. Sa partie septentrionale est formée d'un atoll surélevé. Hagåtña est la capitale (ancien nom Agaña). Selon le recensement de 2010, celle-ci comptait 1 051 habitants.

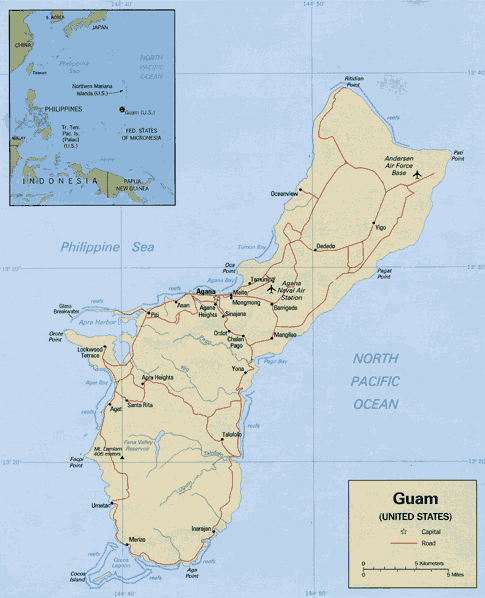
Carte de Guam.
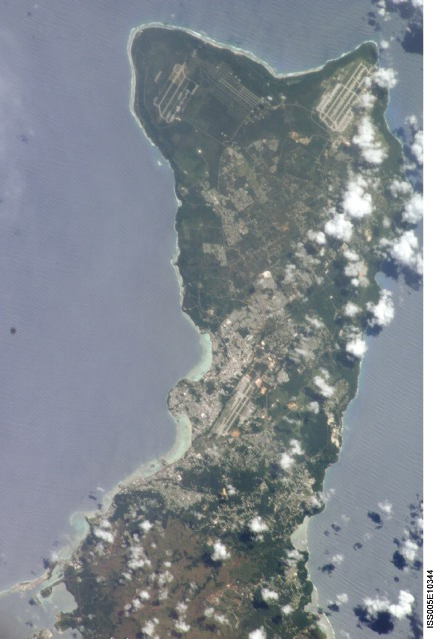
Nord de Guam vu de l'espace.
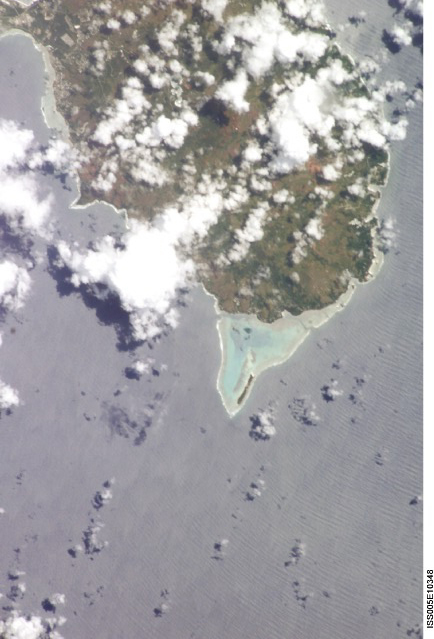
Sud de Guam vu de l'espace.
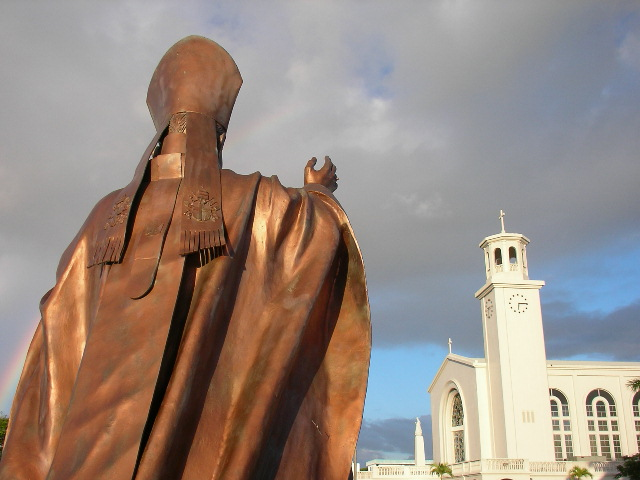
Cathédrale du Doux-Nom-de-Marie et une statue du pape Jean Paul II prise à Hagåtña (Guam).
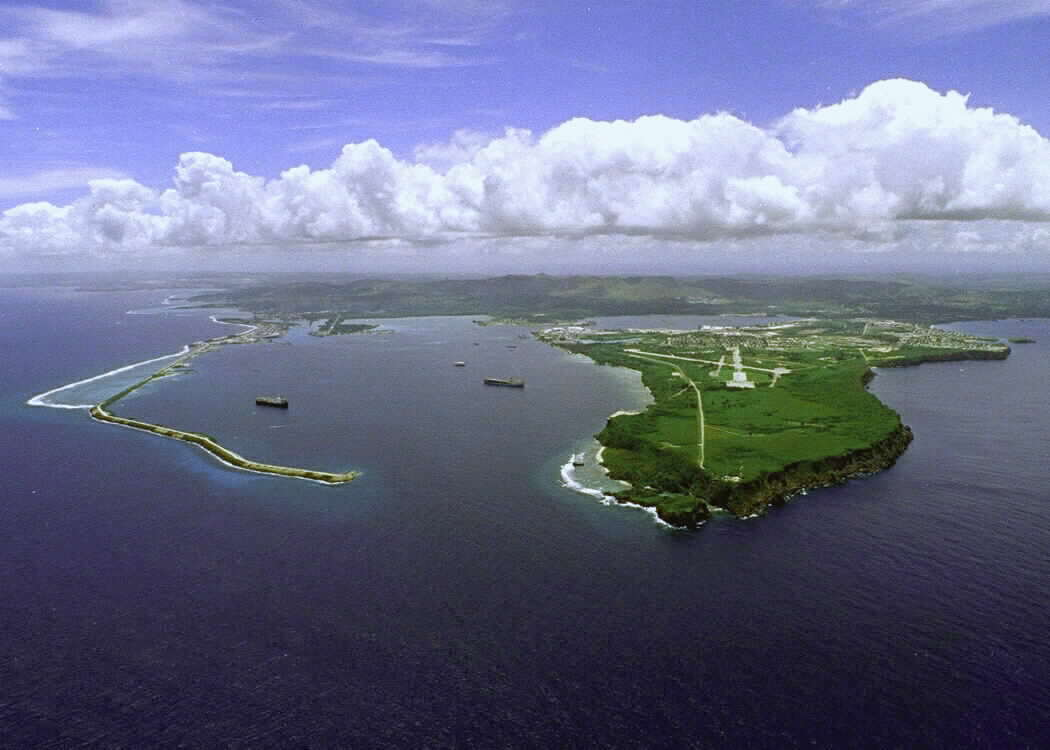
Port d'Apra.
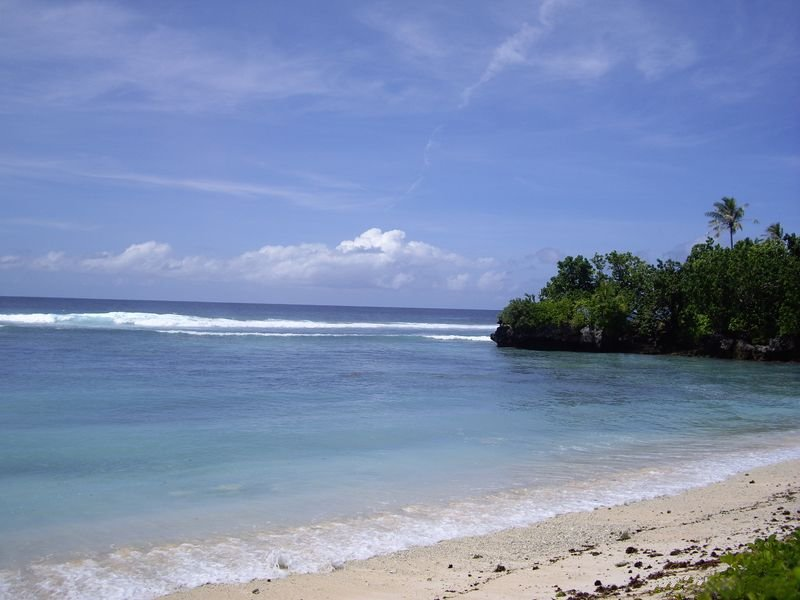
Une plage de Guam.

### Climat
| Mois                                  | jan.    | fév.    | mars    | avril   | mai     | juin    | jui.    | août    | sep.    | oct.    | nov.    | déc.    | année   |
| ------------------------------------- | ------- | ------- | ------- | ------- | ------- | ------- | ------- | ------- | ------- | ------- | ------- | ------- | ------- |
| Température minimale moyenne (°C)     | 23,9    | 23,7    | 24,1    | 24,8    | 25,3    | 25,4    | 24,9    | 24,5    | 24,4    | 24,6    | 25      | 24,7    | 24,6    |
| Température moyenne (°C)              | 26,8    | 26,7    | 27,2    | 27,9    | 28,3    | 28,4    | 27,9    | 27,5    | 27,5    | 27,6    | 27,9    | 27,6    | 27,6    |
| Température maximale moyenne (°C)     | 29,8    | 29,8    | 30,4    | 31,1    | 31,4    | 31,4    | 30,9    | 30,6    | 30,6    | 30,7    | 30,8    | 30,3    | 30,7    |
| Record de froid (°C) date du record   | 19 2000 | 18 1973 | 19 1965 | 20 1965 | 21 1993 | 21 1966 | 21 1949 | 21 1989 | 21 1995 | 19 1966 | 20 1967 | 20 1962 | 18 1973 |
| Record de chaleur (°C) date du record | 34 1989 | 34 1946 | 34 1964 | 36 1990 | 34 1971 | 35 1969 | 35 1969 | 34 1964 | 34 2016 | 34 2018 | 33 2018 | 33 2018 | 36 1990 |
| Ensoleillement (h)                    | 176,7   | 186     | 217     | 213     | 220,1   | 195     | 155     | 142,6   | 132     | 133,3   | 135     | 142,6   | 2 048,3 |
| Précipitations (mm)                   | 135,6   | 105,4   | 70,4    | 88,9    | 113     | 165,4   | 311,2   | 448,6   | 385,3   | 323,3   | 210,6   | 134,6   | 2 492,3 |
| Nombre de jours avec précipitations   | 19,6    | 17,2    | 17,7    | 18,7    | 19,2    | 22,9    | 25,7    | 25,8    | 25      | 25      | 23,4    | 22,2    | 262,4   |

| Diagramme climatique                                  |               |              |              |             |               |               |               |               |               |             |               |
| J                                                     | F             | M            | A            | M           | J             | J             | A             | S             | O             | N           | D             |
| 29,823,9135,6                                         | 29,823,7105,4 | 30,424,170,4 | 31,124,888,9 | 31,425,3113 | 31,425,4165,4 | 30,924,9311,2 | 30,624,5448,6 | 30,624,4385,3 | 30,724,6323,3 | 30,825210,6 | 30,324,7134,6 |
| Moyennes : • Temp. maxi et mini °C • Précipitation mm |               |              |              |             |               |               |               |               |               |             |               |

## Politique
Le gouverneur de Guam est élu pour un mandat de quatre ans. La démocrate Lou Leon Guerrero exerce cette fonction depuis le 7 janvier 2019.
Le pouvoir législatif est détenu par la Législature de Guam, nommée I Liheslaturan Guåhan en chamorro. Contrairement à la quasi-totalité des législatures des États des États-Unis, il s'agit d'un parlement monocaméral, composé de 15 sénateurs élus pour deux ans sur une circonscription unique couvrant toute l’île.
Comme territoire non incorporé et même si ses habitants sont citoyens américains, Guam ne vote pas pour l'élection présidentielle américaine, n'élit pas de sénateur au Sénat des États-Unis et n'élit qu'un délégué, sans droit de vote, à la Chambre des représentants américaine. Mais si un habitant de Guam part vivre dans un État des États-Unis, il bénéficie alors du même droit de vote qu'un habitant de cet État. 
James Moylan est le délégué de Guam à la Chambre des représentants depuis le 3 janvier 2023.
La présence française est assurée par une annexe consulaire permanente du consulat général de France à San Francisco dans la ville de Sinajana.

## Économie
Guam a, notamment grâce au tourisme, une économie florissante. Le pays a un PIB de 3,2 milliards de dollars. Le revenu annuel par habitant est de 22 000 dollars en 2005, soit 26 fois plus élevé qu'en Indonésie et légèrement plus élevé qu'en Corée du Sud.
Guam possède d'importants gisements de bauxite.
L'armée américaine possède une importante base aérienne et une base navale. Elle est un gros contributeur à l'économie de l'île dont de nombreux habitants servent sous l'uniforme. Des bombardiers B1 sont stationnés à Guam. Le Japon, la Corée du Sud, la Chine et la Corée du Nord sont à portée de vol de ces avions militaires.

## Syndrome de Guam
Au milieu du XXe siècle, une incidence anormalement élevée (50 à 100 fois plus que la normale) d'un syndrome évoquant des maladies neurodégénératives connues, avec des cas sporadiques parmi les jeunes (comme pour les maladies à prion), a été constatée au sein de la population autochtone chamorro, très intrigante et préoccupante pour les épidémiologistes.
Ce syndrome est parfois nommé syndrome de Guam. Il associe les symptômes d'une sclérose latérale amyotrophique et ceux d'une démence parkinsonnienne, constituant une maladie neurodégénérative, qui apparaît une trentaine d'années environ après le début de l'intoxication due aux fruits du Cycas micronesica.

## Démographie
Lors du recensement de 2010, Guam compte 159 358 habitants, dont :
- 49,3 % d'Océano-Américains
  - 37,3 % de Chamorros
  - 7,0 % de Chuukois
  - 5,0 % d'autres
- 32,2 % d'Asio-Américains
  - 26,3 % de Philippino-Américains
  - 2,2 % de Coréano-Américains
  - 1,5 % de Sino-Américains
  - 1,4 % de Nippo-Américains
  - 0,8 % d'autres
- 7,1 % de Blancs américains
- 1,0 % d'Afro-Américains
- 0,8 % d'Hispaniques et Latino-Américains
- 9,4 % de métis
- 0,3 % d'autres.

### Religions
Selon le Pew Research Center, en 2010, 94,2 % des habitants de Guam sont chrétiens, principalement catholiques (75 %) et dans une moindre mesure protestants (17,7 %). De plus, 1,1 % de la population sont bouddhistes, 1,5 % pratiquent une religion populaire et 3,2 % pratiquent une autre religion ou n'en pratiquent aucune.

## Sport
L'équipe de Guam de football a subi une cuisante défaite contre la Corée du Nord le 11 mars 2005 sur le score de 21-0. Elle a ensuite remporté un match contre le Turkménistan pour un match comptant pour les éliminatoires de la Coupe du monde 2018 sur le score de 1-0 le 11 juin 2015. C'était la toute première victoire de son histoire lors d'un match comptant pour des éliminatoires d'une Coupe du monde. Et quatre jours après, le 15 juin, elle a battu l'Inde 2-1.
La Fédération d'escrime de Guam est affiliée à la Fédération internationale d'escrime de façon provisoire depuis le 5 avril 2011.
Une fédération de rugby à XV est également présente.
L'Équipe cycliste EuroCyclingTrips, participant aux Circuits continentaux de cyclisme, est basée à Guam.

## Personnalités
- saint Pierre Calungsod (1654-1672), catéchiste philippin
- bienheureux Diego Luis de San Vitores (1627-1672), prêtre jésuite espagnol, missionnaire
- Anthony Sablan Apuron, archevêque de Guam, est condamné pour abus sur mineurs en 2019[23].